# Reševalni čoln št. 1 ladje RMS Titanic
Reševalni čoln št. 1 je bil eden od reševalnih čolnov potniške prekooceanske ladje RMS Titanic. Bil je četrti čoln, ki so ga spustili v morje več, kot eno uro potem, ko je ladja v noči iz 14. na 15. april 1912 trčila v ledeno goro in začela toniti. Sprejel je lahko 40 ljudi, a vkrcanih je bilo le skromnih 12 ljudi, zaradi česar je bil čoln z najmanjšim številom ljudi. 

## Opis
Čoln št. 1 je bil eden izmed dveh zasilnih lesenih visečih čolnov. Čoln št. 1 je bil na desni strani ladje. Čeprav so kot vsi reševalni čolni opravljali dvojno dolžnost, je bil njun osnovni namen služiti posadki v nujnih primerih, kot so bili moški na krovu, zato so bili že viseči na vrvih, da bi jih lahko hitro spustili. Vsak standardni reševalni čoln, zgrajen iz lesa in blaga, je imel zmogljivost 70 ljudi, medtem ko je bila manjša zmogljivost čolna št. 1 v sili za 40 ljudi.

## Zgodovina
Reševalni čoln št. 1 je bil četrti čoln, ki so ga spustili z ladje, približno ob 1:05, več, kot eno uro potem, ko je Titanic trčil v ledeno goro in začel toniti. Reševalni čoln št. 1 je imel zmogljivost največ 40 ljudi, vendar je imel le skromnih 12 ljudi na krovu, kar je bilo najmanjše število ljudi v čolnih. Večina potnikov na čolnu 1 je bilo moških, kljub ukazu kapitana Smitha, da imajo ženske in otroci prednost. Prvi častnik Murdoch, zadolžen za evakuacijo in spuščanje čolnov na ladijski desni strani, je dovolil, da se številni potniki prvega razreda vkrcajo v reševalne čolne pod pogojem, da imajo ženske in otroci prednost. Murdoch je dovolil, da se je v čoln št. 1 vkrcalo pet potnikov in sedem članov posadke. Med potniki so bili tudi Sir Cosmo Duff Gordon;  njegova žena Lucy, lady Duff Gordon, Mabel Francatelli, Abraham Salomon in C. E. Henry Stengel. Člani posadke so bili: Opazovalec George Symons, ki ga je Murdoch vkrcal, za vodjo čolna, Charles Hendrickson, Samuel Collins, George Taylor, Frederick Sheath, Robert Pusey in Albert Horswill.
Čoln št. 1 nekaj časa ni bil spuščen s strani ladje, morda šele okoli 1:15 zjutraj, ker je prišlo do nesreče pri spustu z glavne palube. Med spuščanjem se je čoln ujel ob odprtih oknih palube B in s tem zaustavil postopek spuščanja. Škode ni bilo vendar ni mogel priti do vode dokler posadka ni uporabila žice za premikanje vrvi.
Čoln št. 1 in njegove potnike je RMS Carpathia pobrala in rešila nekaj minut po 4. uri zjutraj, kar je drugi rešilni čoln s Titanica, ki je prišel do reševalne ladje. Preživeli v čolnu so bili pozneje fotografirani kot skupina na krovu Carpathie. Čoln je bil skupaj z drugimi reševalnimi čolni dvignjen na glavno palubo Carpathie in odpeljan v New York. 
Zaradi govoric, da je sir Cosmo podkupil posadko v svojem čolnu, da ne bi reševal ljudi, ki so po potopu ladje ostali v ledeno mrzli vodi, so nekateri newyorški tiski Čoln št. 1 poimenovali "Čoln denarja". Nastop Cosma in Lucy Duff Gordona, kot prič v britanski preiskavi nesreče je pritegnil največ gneče med preiskavo.

## Preiskava
Po pričevanju britanske preiskave člana posadke Charlesa Hendricksona je povedal, da je predlagal, da se v čoln vkrcajo ženske in otroci, vendar so ženske ugovarjale. Posledično je zatrdil, da čoln ni šel nazaj rešiti plavalcev, čeprav je priznal, da je bilo dovolj prostora za še 28 ljudi. Med preiskavo je trdil tudi častniku George Symons in drugim, da je Lucy Duff Gordon izrazila zaskrbljenost, da bi se reševalni čoln lahko prevrnil če bi se vrnili. Obtožbo je to zanikala, njeno izpovedbo pa so podprli tudi drugi člani posadke, ki so razkrili, da niso slišali njenega ugovora niti nobenega predloga, da bi se vrnili nazaj.
Po pričevanju Roberta Puseyja se je pogovor o denarju v čolnu zgodil okoli 3. ure zjutraj, skoraj eno uro po potopu Titanica. Trdil je, da je razpravo spodbudil zasebni komentar Lucy Duff Gordon, ki ga je poslala Mabel Francatelli: "Tvoja čudovita nočna obleka je izginila."  in da drugi mornarji niso izgubili le vsega, ampak se jim je čoln ustavil do trenutka, ko je ladja potonila; na kar je Cosmo Duff Gordon odgovoril: "Vsakemu bom pozneje dal peterico."

Britanska preiskava je po pregledu dokazov o njihovih izrekih izdala poročilo, ki je vsebovalo zapriseženo pričanje vsakega člana posadke čolna št. 1 in izjavo Mabel Francatelli. Poročilo je navajalo: 
Zelo groba obtožba Sir Cosma Duffa Gordona, da je s čolnom številka 1 podkupil moške v čolnu, da bi se oddaljil od utopljencev, ni utemeljena.
Poročilo pa je potnike čolna 1 nagovarjalo, da se niso trudili rešiti preživelih iz vode. 

## Seznam potnikov na čolnu št. 1
| Ime                                  | Starost | Razred / odelek | Opombe |
| ------------------------------------ | ------- | --------------- | --- |
| Collins, Mr. Samuel                  | 35      | Strojnica       | Gasilec |
| Duff Gordon, Sir Cosmo Edmund        | 49      | Prvi razred     | Škotski športnik, ki je tekmoval v olimpijskih igrah leta 1906 v Atenah in je bil član odbora za olimpijske igre leta 1908 v Londonu. |
| Duff Gordon, Lucy Christian, Lady    | 48      | Prvi razred     | Ustanoviteljka in glavna oblikovalka podjetja Lucile Ltd.                                                                             |
| Francatelli, Miss Laura Mabel        | 31      | Prvi razred     | Tajnica Lucy Duff Gordona |
| Hendrickson, Mr. Charles George      | 29      | Strojnica       | Vodilni gasilec |
| Horsewill, Mr. Albert Edward James   | 33      | Paluba čolnov   | Krmar |
| Pusey, Mr. Robert William            | 24      | Strojnica       | Gasilec |
| Salomon, Mr. Abraham "Abram" Lincoln | 43      | Prvi razred     | Lastnik veleblagovnice s pisarniškim materialom v New Yorku                                                                           |
| Sheath, Mr. Fredrick                 | 20      | Strojnica       | Strojniški merilec pare in delovanja ladijskih strojev                                                                                |
| Stengel, Mr. Charles Emil Henry      | 54      | Prvi razred     | Proizvajalec usnja iz Newarka, N. J.; njegova žena Annie May je preživela potop in se vkrcala v reševalni čoln št. 5 prej.            |
| Symons, Mr. George Thomas Macdonald  | 24      | Paluba čolnov   | Ladijski opazovalec; vodja čolna št. 1                                                                                                |
| Taylor, Mr. George                   | 24      | Kotlovnica      | Kurjač; podpisan pod bratovim imenom: "James Taylor"                                                                                  |

## Čolna št. 1 v popularni kulturi
V izbrisanem prizoru iz filma Titanic iz leta 1997 sta Sir Cosmo Duff Gordon (Martin Jarvis) in Lady Duff Gordon (Rosalind Ayres) prikazana v reševalnem čolnu št. 1, ko gasilec Hendrickson priporoča reševanje ljudi v vodi. Sir Cosmo pogleda svojo ženo, ki je videti v stiski, preden odgovori: "To ne pride v poštev." 
V televizijski seriji Titanic iz leta 2012 je prikazana Lady Duff Gordon (Sylvestra Le Touzel), ki stoji v čolnu 1, in poziva svojega sekretarja, naj stopi z njo, rekoč: "Ne bodi norec Francatelli, ta čoln ne tone, ta zapušča ladjo". Pozneje je prikazana, da reče častniku Murdochu, naj dovoli vkrcavanje nekaterih moških, vključno z možem, nato pa mu naroči, naj spusti čoln.
Vkrcanje in spuščanje čolna 1 in odločitev potnikov, da se po potopu Titanica, ne bodo vrnili na mesto potopa, so bili predstavljeni tudi v filmu A Night to Remember iz leta 1958 na podlagi istoimenske knjige Walterja Lorda. Gospodična Francatelli (ki je bila takrat še živa) je bila popolnoma izpuščena.